# Trivialnamn
Ett trivialnamn (eng. trivial names eller common names), ibland vulgärnamn, är inom kemi och biologi, till skillnad från rationella namn, ett icke-systematiskt namn. Det innebär att det inte följer något specifikt regelsystem i en nomenklatur. Dessa namn brukar uppfattas som det mer vardagliga namnet på exempelvis växt- och djurarter, kemikalier, sjukdomar, eller begrepp inom anatomi.
Inom kemin används, särskilt i den organisk-kemiska litteraturen, rationella namn som beskriver molekylstrukturen hos ett ämne. Det är ett viktigt verktyg för att särskilt i skrift entydigt kunna beskriva kemiska ämnen. Trots det används dock fortfarande trivialnamn i många sammanhang. De härrör från äldre tiders kemister vilka saknade kunskap om ämnens molekylstruktur och i stället ofta gav ämnen namn utifrån till exempel dess egenskaper eller ursprung. Det kan vara namn som äppelsyra (från äpple), träsprit (från träråvara) och morfin (sömngivande).
Till trivialnamn hör också den grupp av namn som en gång varit handelsnamn men vars betydelse har förändrats till en mer generisk betydelse, så kallad degenererade varumärken. Dit hör till exempel aspirin och heroin som båda ursprungligen utgjorde varumärken hos Bayer AG liksom nylon och teflon – namn på polymerer som ursprungligen registrerats som varumärken av Du Pont respektive The Chemours Company.

## Lista på trivialnamn inom kemin
I den följande listan upptas även några latinska benämningar, som man kan finna i äldre litteratur, särskilt alkemi-relaterad sådan.
| Trivialnamn                                                                         | Systematiskt namn                                                                    |
| ----------------------------------------------------------------------------------- | ------------------------------------------------------------------------------------ |
| Alabaster                                                                           | 1) Kalciumsulfat, CaSO4 (jämför gips) 2) Kalciumkarbonat (kalksten), CaCO3           |
| Alumina                                                                             | Aluminiumoxid                                                                        |
| Alun, Alumen                                                                        | Kaliumaluminiumsulfat, (KAl(SO4))2 · 12H2O                                           |
| Ambrettmysk                                                                         | 2,6-dinitro-3-metoxi-4-(tertbutyl)toluen                                             |
| Anisol                                                                              | Metylfenyleter (metaoxibensen), C6H5·O·CH3                                           |
| Bikarbonat                                                                          | Natriumvätekarbonat, NaHCO3                                                          |
| Blodlutsalt                                                                         | (Se Gult blodlutsalt resp Rött blodlutsalt)                                          |
| Borax                                                                               | Natriumtetraborat, natrium tetraboracicum Na2B4O7                                    |
| Brunsten                                                                            | Mangandioxid, MnO2                                                                   |
| Calcium carbonicum Hahnemanni                                                       | Kalciumkarbonat framställt ur ostronskal                                             |
| Coramin                                                                             | Pyridin-3-karboxylsyra-N,N-dietylamid                                                |
| C-vitamin                                                                           | Askorbinsyra                                                                         |
| Dilutin                                                                             | Obestämd blandning av flera lätta kolväten + vätmedel; (varumärke tillhörande Shell) |
| Eter                                                                                | Dietyleter, etoxyetan, C2H5·O·C2H5                                                   |
| F-syra                                                                              | 2-naftol-7-sulfonsyra                                                                |
| Gips                                                                                | Kalciumsulfat-dihydrat, CaSO4 · 2 H2O                                                |
| Glaubersalt                                                                         | Natriumsulfat, Na2(SO4)                                                              |
| Glycerol = glycerin                                                                 | Propan-1,2,3-triol, C3H5(OH)3                                                        |
| Gult blodlutsalt                                                                    | Kaliumferrocyanid, ferrocyankalium, K4Fe(CN)6 · 3H2O                                 |
| Hexogen                                                                             | Trimetylentrinitramin                                                                |
| Hjorthornssalt Luktsalt Ammonium carbonicum                                         | Ammoniumvätekarbonat, (NH4)H(CO3) + ammoniumkarbamat i växlande proportioner         |
| Hydrokinon                                                                          | Para-dihydroxibensen                                                                 |
| Ipsapyron                                                                           | (2-[4-(4-pyromidin-2-ylpipirazin-1-yl)butyl]-1,2bensotiazol-3(2H)-on1,1-dioxid       |
| Järnvitriol (Grönvitriol)                                                           | Järn(II)sulfat, FeSO4                                                                |
| Kalk (bränd, osläckt)                                                               | Kalciumoxid, CaO                                                                     |
| Kalk (släckt)                                                                       | Kalciumhydroxid, Ca(OH)2                                                             |
| Kalksten                                                                            | (Se krita)                                                                           |
| Kalomel                                                                             | Merkuroklorid, kvicksilverklorur, Hg2Cl2 (jämför sublimat nedan)                     |
| Karbol(syra)                                                                        | Fenol, C6H5OH                                                                        |
| Karborondum                                                                         | Kiselkarbid, SiC                                                                     |
| Karlsbadersalt                                                                      | Magnesiumsulfat, MgSO4                                                               |
| Kattguld                                                                            | Pyrit, FeS2                                                                          |
| Kaustiksoda                                                                         | Natriumhydroxid, Na(OH)                                                              |
| Kopparvitriol (Blåvitriol)                                                          | Kopparsulfat, CuSO4                                                                  |
| Kresol                                                                              | Metylfenol, (CH3)C6H4(OH)                                                            |
| Kristallolja                                                                        |                                                                                      |
| Kristallsoda                                                                        | Natriumkarbonat-dekahydrat, Na2(CO3) · 10 H2O                                        |
| Krita                                                                               | Kalciumkarbonat, Ca(CO3)                                                             |
| Kräkvinsten, kräksalt Tartarus emeticus = Tartarus stibiatus, antimonium tartaricum | Kaliumantimontartrat, KSb(C4H4O8)                                                    |
| Lacknafta                                                                           | En obestämd blandning av ett antal lätta kolväten                                    |
| Lustgas                                                                             | Kväveoxidul, N2O                                                                     |
| Lutpulver                                                                           | Natriumhydroxid, Na(OH)                                                              |
| Magnesia                                                                            | Magnesiumkarbonat, MgCO3 eller Magnesiumoxid, MgO                                    |
| Mirbanolja (Bittermandelessens)                                                     | Nitrobensen, (äldre beteckning: nitrobenzol)                                         |
| Mönja                                                                               | Blyoxid, Pb2O3 = 2Pb+2O · Pb+4O4                                                     |
| Neville-Winthers syra                                                               | 1-naftol-4-4sulfonsyra                                                               |
| Nylonsalt                                                                           | Hexametylen-diamin-adipat = caprolactam, C6H11ON                                     |
| Oxiran                                                                              | Etylenoxid                                                                           |
| Pentyl                                                                              | Pentaerytrittetranitrat, PETN                                                        |
| Pottaska                                                                            | Kaliumkarbonat, K2CO3                                                                |
| Resorcin                                                                            | Meta-dihydroxibensen                                                                 |
| Rochellesalt                                                                        | (Se Seignettesalt)                                                                   |
| Rött blodlutsalt                                                                    | Kaliumhexacyanoferrat, ferricyankalium, ferricyanid, K3Fe(CN)6                       |
| Rött kvicksilver                                                                    | Kvicksilversulfid, HgS                                                               |
| Salmiak Ammonium muriaticum                                                         | Ammoniumklorid, (NH4)Cl                                                              |
| Salpeter                                                                            | Kaliumnitrat, KNO3                                                                   |
| Salubrin                                                                            | Etyletanoat, CH3COOC2H5; (varumärke tillhörande Hardford Daily Care)                 |
| Schäffers syra                                                                      | 2-naftol-6-sulfonsyra                                                                |
| Seignettesalt = Rochellesalt                                                        | Kaliumnatriumtartrat-tetrahydrat, KNa(C4H4O6) · 4 H2O                                |
| Skedvatten                                                                          | Salpetersyra, HNO3                                                                   |
| Skolkrita                                                                           | (Se gips)                                                                            |
| Soda (kaustik, kalcinerad)                                                          | Natriumkarbonat, Na2(CO3)                                                            |
| Sublimat                                                                            | Merkuriklorid, kvicksilverklorid, HgCl2 (jämför kalomel ovan)                        |
| Stearin                                                                             | Fettsyrorna stearinsyra C17H35COOH och palmitinsyra C15H31COOH                       |
| Svart diamant                                                                       | Borkarbid, B4C                                                                       |
| Teflon (PTFE)                                                                       | Polytetrafluoretylen; (varumärke tillhörande DuPont)                                 |
| Tetra                                                                               | Koltetraklorid, CCl4                                                                 |
| Tetryl                                                                              | Metyltrinitrofenylnitroamin                                                          |
| Tri                                                                                 | Trikloretylen                                                                        |
| Trädgårdskalk                                                                       | Kalciumkarbonat, CaCO3 + magnesiumkarbonat, Mg(CO3) i växlande proportioner          |
| Thinner                                                                             |                                                                                      |
| Vanillin                                                                            | 4-hydroxi-3-metoxibensenaldehyd                                                      |
| Vattenglas                                                                          | Natriumsilikat-tetrahydrat, Na2[SiO2(OH2)] · 4 H2O                                   |
| Vinsten, cremor tartari                                                             | Kaliumvätetartrat, KH(C4H4O8)                                                        |
| Vinsyra, acidum tartaricum                                                          | 2,3-dihydroxybutandisyra, C4H6O7                                                     |
| Vit arsenik                                                                         | Arseniktrioxid As2O3, arsenicum album, acidum arsenicosum                            |
| Vitriololja                                                                         | (Koncentrerad) svavelsyra, H2SO4                                                     |
| Zinkvitriol (Vitvitriol)                                                            | Zinksulfat, ZnSO4                                                                    |